# Macken, Mayen-Koblenz
Macken là một đô thị ở huyện Mayen-Koblenz bang Rheinland-Pfalz, phía tây nước Đức. Đô thị Macken, Mayen-Koblenz có diện tích 8,61 km².